# Société nationale des chemins de fer belges
La Société nationale des chemins de fer belges (SNCB), en néerlandais : Nationale Maatschappij der Belgische Spoorwegen (NMBS), est l'entreprise ferroviaire publique belge créée en 1926.
La SNCB est présente dans le transport intérieur de voyageurs en Belgique — effectué dans le cadre du service public — et le transport international de voyageurs par trains classiques ou par trains à grande vitesse, en partenariat avec la SNCF (Eurostar, TGV inOui, Ouigo Train Classique et InterCity), la DB (ICE), les NS (EuroCity) et les CFL (InterCity). Son activité de transport de marchandises a été privatisée en 2015.
La SNCB est l'opérateur qui organise et commercialise le service ferroviaire en Belgique. À ce titre, elle gère les trains ainsi que 551 gares. Elle ne doit pas être confondue avec Infrabel, société de droit public qui gère le réseau ferroviaire.

## Histoire

### Origines et création
La Belgique a été le premier pays de l'Europe continentale à se doter d'un réseau chemin de fer, décidé par la loi du 1er mai 1834. En effet, le 5 mai 1835 fut mise en service la première ligne ferroviaire entre Bruxelles (gare de l'Allée Verte) et Malines. La compagnie exploitante s'appelait « Chemins de fer de l’État belge ».
La Société nationale des chemins de fer belges (SNCB) fut créée en 1926. La nationalisation des chemins de fer est alors justifiée par le fait que l'État belge, dès 1870, a dû à maintes reprises combler les pertes financières des compagnies ferroviaires privées.[pas clair]
Le monogramme de la SNCB, représentant un B dans un ovale est l’œuvre d'Henry Van de Velde et apparaît en 1930. Ce monogramme, intentionnellement neutre au point de vue linguistique[réf. nécessaire], explique pourquoi le sigle UIC désignant la SNCB à côté du numéro UIC des voitures, wagons et locomotives est simplement B (parfois représenté par le B dans un ovale) plutôt qu'un sigle bilingue tel que SNCB-NMBS qui serait analogue au SBB-CFF des chemins de fer fédéraux suisses.
De 1942 à 1944, au cours de l'occupation allemande de la Belgique pendant la Seconde Guerre mondiale, l'entreprise fut payée à hauteur de 51 millions de francs belges pour envoyer 28 trains transportant plus de 25 000 Juifs et Roms dans le camp de concentration d'Auschwitz parmi les convois de la déportation des Juifs de Belgique.[contexte nécessaire]

### Période moderne
Les critères de convergence européens (traité de Maastricht), adoptés en 1992, imposèrent un cheminement inverse et lancèrent des réformes structurelles entraînant la transformation de la SNCB en entreprise publique autonome.
Le 1er janvier 2005, l'État belge met en place une nouvelle organisation des chemins de fer belges avec la création du Groupe SNCB organisé avec une société mère dénommée SNCB-Holding chapeautant deux filiales : la nouvelle SNCB, qui a pour objet de transporter les personnes et les marchandises, et Infrabel, le gestionnaire de l'infrastructure. Il s'agit d'une « nouvelle SNCB », l'héritière juridique de l'ancienne SNCB étant la société mère SNCB-Holding. Société anonyme de droit public, la nouvelle SNCB conserve son nom et son logo pour ne pas désorienter ses clients, son objet étant l'exploitation des trains qu'ils soient de voyageurs ou de marchandises.
Le 1er janvier 2014, la SNCB-Holding fait une fusion avec sa filiale SNCB, qui disparait et change de nom en reprenant la dénomination SNCB. Elle devient une entreprise ferroviaire au statut d'entreprise publique autonome détenue par l'État Belge, en parallèle Infrabel conserve sa qualité de gestionnaire du réseau mais devient également une entreprise publique autonome détenue par l'État Belge. Une troisième entreprise SA de droit public, dénommée HR Rail, est créée. C'est une filiale à parts égales de la nouvelle SNCB et d'Infrabel, dont au moins 2 % des actions et 60 % des droits de vote sont détenus par l'État Belge. Elle est l'employeur unique de l'ensemble du personnel de la SNCB et d'Infrabel.
La filiale fret, SNCB Logistics, est privatisée en mars 2015 puis change de nom pour devenir Lineas en 2017.

## Infrastructures

### Matériel roulant
D'après une enquête du Vif/L'Express, la SNCB aurait vendu certains de ses actifs à des trusts appartenant à Wilmington Trust (en) pour les lui louer par la suite. Cela comprend du matériel roulant, du matériel de télécommunication, de l’infrastructure ferroviaire (gares de triage et lignes à grande vitesse) et des bâtiments administratifs.

### Réseau ferroviaire belge
Le réseau ferroviaire belge est géré par la société de droit public Infrabel, et compte 3 602 km de lignes, dont 3 064 électrifiées. L'électrification est faite principalement en courant continu 3 000 V, à l'exception des lignes nouvelles à grande vitesse (LGV 1 Lille – Bruxelles, LGV 2 Louvain – Liège, LGV 3 Liège – frontière allemande et LGV 4 Anvers – Bréda), mais aussi des lignes à destination du Grand-Duché de Luxembourg (ligne 42 Rivage – Gouvy-frontière vers Troisvierges-frontière (L), Athus-Meuse (lignes 165 Libramont – Bertrix – Athus, 166 Anseremme – Bertrix et 167 Y Autelbas – Athus-frontière vers Rodange-frontière (L)) ainsi que la partie sud de la ligne 162, actuellement (2023) d'Hatrival à la frontière luxembourgeoise vers Kleinbettingen-frontière (L)), qui sont électrifiées en courant alternatif 25 000 V 50 Hz. Sur certaines lignes transfrontalières (p.ex. la ligne 24 vers Aix-la-Chapelle-Ouest ou la ligne 94 vers Lille), il arrive que le changement de tension ne coïncide pas avec le passage de la frontière.

## Organisation et filiales
En 2014, les entreprises ferroviaires belges ont été restructurées en trois entreprises publiques autonomes.
- La SNCB, exploitant ferroviaire, est organisée de la façon suivante[14] : 
  - B-Transport (offre « voyageurs nationaux », personnel des gares, de conduite et d'accompagnement des trains) ;
  - B-Stations (gestion et entretien des gares et points d'arrêt) ;
  - B-Technics (entretien et rotation du matériel, personnel d'entretien) ;
  - B-Marketing & Sales (vente et publicité) ;
  - B-Finance ;
  - filiales[15] :
    - B-Parking (gestion des parking payants autour des grandes gares),
    - Publifer (communication publicitaire dans les gares),
    - Eurostation (bureau d'études, (ré)aménagement des (abords des) gares, région flamande et Bruxelles),
    - Eurogare (bureau d'études, (ré)aménagement des (abords des) gares, région wallonne, filiale conjointe avec la SRIW),
    - Blue-bike, vélos en libre-service ;

  - filiale à participation minoritaire :
    - Transurb Technirail (ingénierie des transports, transfert de technologie à l'export, filiale conjointe avec la STIB et CMI).
- Infrabel : gestionnaire de l'Infrastructure :
  - Dir. Asset Management, anciennement Dir. Infrastructure (entretien du réseau) ;
  - Dir. Traffic Management & Services, regroupant les anciennes Dir. Réseau (gestion du trafic) et Dir. Accès au Réseau (attribution des sillons, normes de sécurité) ;
  - Dir. Build (travaux de signalisation, grands projets d'extension) ;
  - filiale Tuc Rail (ingénierie).
- HR Rail : employeur unique de l'ensemble du personnel de la SNCB et d'Infrabel.

En 2005, l'organigramme de la SNCB avait déjà été profondément revu afin de satisfaire aux exigences de la Commission européenne en matière de libéralisation du rail en Europe (indépendance du gestionnaire d'infrastructure vis-à-vis de nouveaux opérateurs) :
- une structure faîtière nommée SNCB-Holding, propriétaire du patrimoine immobilier, employeur de l'ensemble du personnel et hôte des structures de coordination entre les trois entités ;
- SNCB : exploitant ferroviaire (transport de voyageurs et de marchandises) ;
- Infrabel : gestionnaire de l'Infrastructure ;
- en outre, un Fonds de l'Infrastructure Ferroviaire fut créé pour isoler la dette historique de l'entreprise, conjointement avec un ensemble de biens immobiliers (essentiellement des voies et des terrains à réaffecter) pour couvrir cette dette. Ce fonds sera dissous en 2008 par réabsorption de la dette historique par l'État et transfert de l'infrastructure vers Infrabel[17].

Entre 1835 et 1926, les chemins de fer de l'État belge constituent une administration du royaume de Belgique.
Entre 1926 et 2005, la SNCB était une société anonyme de droit public unifiée, contrôlée intégralement par l'État Belge.

## Exploitation

### Fréquentation
La SNCB réalise des comptages durant le mois d'octobre pour déterminer la fréquentation annuelle du réseau et de ses gares.
| Année | Usagers        | Évolution |
| ----- | -------------- | --------- |
| 2019  | 253,4 millions |           |
| 2020  | 184,1 millions | -27 %     |
| 2021  | 172 millions   | -6 %      |
| 2022  | 227 millions   | +32 %     |
| 2023  | 244 millions   | +7 %      |

### Fraude
391 865 voyageurs ont été contrôlés sans billet en 2017, contre 266 500 en 2016. Cette augmentation serait liée à un renforcement des contrôles, qui atteignaient un taux de 68 % en 2016.
À la suite du remboursement prévu pour les voyageurs ayant subi des retards, certains abonnés envoient des demandes de compensation frauduleuses pour obtenir des réductions sur leurs abonnements futurs,. En effet, malgré le fait que la SNCB utilise la même carte MOBIB que la STIB, De Lijn et le TEC, contrairement à ces derniers elle n'impose pas la validation lors de l'entrée dans un train,,,. Cela permet aux fraudeurs d'indiquer de faux trajets dans leur demandes de compensation,.

### Emploi des langues

Les quatre régions linguistiques de Belgique:
- néerlandais (en jaune)
- bilingue (Bruxelles-Capitale, en hachuré)
- français (en rouge)
- allemand (en bleu)

Entreprise publique appartenant à l'État belge, la SNCB doit respecter la législation sur l'emploi des langues. La Belgique compte en effet trois langues officielles (français, néerlandais et allemand), et quatre régions linguistiques.
- En région de langue néerlandaise, les annonces dans les trains et les gares se font en néerlandais uniquement. Cependant, douze communes disposent de facilités linguistiques en faveur de la minorité francophone, dont quatre disposent d'au moins une gare et une est simplement traversée par une ligne ferroviaire[29] : les annonces de la SNCB y sont faites en néerlandais puis en français.
- En région de langue française, les annonces dans les trains et les gares se font en français uniquement. Cependant, quatre communes disposent de facilités linguistiques en faveur de la minorité néerlandophone, dont trois disposent d'une gare[30] : les annonces de la SNCB y sont faites en français puis en néerlandais. Par ailleurs, deux communes disposent de facilités linguistiques en faveur de la minorité allemande, mais aucune n'accueille de gare sur son territoire.
- En région de langue allemande, les annonces dans les trains et les gares se font en allemand puis en français. En effet, les neuf communes germanophones de Belgique disposent toutes de facilités linguistiques en faveur de la minorité francophone. La région de langue allemande ne compte que deux gares, à Eupen et Hergenrath.
- Enfin, en région bilingue de Bruxelles-Capitale, les annonces dans les trains sont effectuées en français et en néerlandais, en commençant par la langue maternelle du chef de bord. En ce qui concerne les gares, la SNCB a identifié quinze gares (dont celles de Bruxelles-Midi, Bruxelles-Schuman et Bruxelles-Luxembourg) où les annonces sont faites en français puis en néerlandais, et dix-neuf gares (dont celles de Bruxelles-Nord, Bruxelles-Ouest et Schaerbeek) où les annonces sont faites en néerlandais puis en français. Dans la trente-cinquième gare, à savoir celle de Bruxelles-Central, les annonces sont effectuées en français puis en néerlandais les années impaires, et en néerlandais puis en français les années paires.

Régime linguistique des gares SNCB en Région bruxelloise
| Années impaires : FR-NL Années paires : NL-FR FR-NL NL-FR Bruxelles-Central Bruxelles-Chapelle Bruxelles-Luxembourg Bruxelles-Schuman Bruxelles-Midi Delta Etterbeek Merode Saint-Job Moensberg Uccle-Calevoet Uccle-Stalle Forest-Est Forest-Midi Vivier d'Oie Germoir Bruxelles-Congrès Anderlecht Berchem-Sainte-Agathe Bockstael Boondael Bordet Boitsfort Bruxelles-Nord Bruxelles-Ouest Evere Haren Haren-Sud Jette Meiser Schaerbeek Simonis Tour et Taxis Arcades Watermael |

La SNCB précise que plusieurs assouplissements existent :
- les trains partant de la région bilingue de Bruxelles-Capitale à destination de la gare de Bruxelles-Aéroport-Zaventem (située en région de langue néerlandaise), les annonces se font aussi en allemand et en anglais[31] ;
- lorsqu'une annonce concerne la sécurité, le chef de bord peut la compléter par une annonce dans une langue comprise par la majorité des voyageurs ;
- lors de toute communication directe avec un voyageur, si ce dernier ne semble pas comprendre la langue, le personnel de bord est autorisé à utiliser l’autre langue nationale.

En 2024, une plainte contre la SNCB a été déposée à la Commission permanente de contrôle linguistique, car un contrôleur de train a salué les voyageurs en néerlandais et en français, alors que le train se trouvait à Vilvorde, en région de langue néerlandaise. À cette occasion, la SNCB a indiqué souhaiter placer le voyageur au centre de ses préoccupations et pouvoir informer correctement tous ses passagers dans les langues nationales, en particulier pour les destinations touristiques : « En ce sens, la réglementation actuelle n’est pas suffisamment orientée vers le voyageur. Nous plaidons pour plus de souplesse au profit d’une meilleure information des voyageurs ». Elle ajoute enfin qu'elle ne donnera pas suite à la plainte, et soutient son employé. L'affaire a cependant pris une tournure politique. Le ministre fédéral de la mobilité, l'écologiste francophone Georges Gilkinet, a plaidé en faveur d’une application plus souple des lois linguistiques, en particulier à destination des touristes, de la gare de l'aéroport de Bruxelles, ou encore dans les trains venant de Wallonie vers la Flandre et inversément. Une demande fermement rejetée par le néerlandophone Sammy Mahdi, président du CD&V, qui dénonce un manque de respect pour la langue néerlandaise, et selon qui un assouplissement découragerait les nouveaux venus en Flandre à apprendre le néerlandais.

## Directeurs
Depuis sa création, la SNCB a été dirigée par :
- 1926-1932 : Foulon ;
- 1933-1941 : N. Rulot ;
- 1945 : R. Henning ;
- 1946-1951 : F. Delory ;
- 1952-1965 : M. de Vos ;
- 1966-1973 : L. Lataire ;
- 1974-1978 : G. Vanhee ;
- 1979-1986 : Edouard Flachet (directeur général).

Depuis 1986, la fonction prend le nom d'administrateur délégué.
Administrateurs délégués :
- 1986-1987 : Honoré Paelinck ;
- 1986-2002 : Etienne Schouppe ;
- 2002 : Christian Heinzmann ;
- 2002-2004 : Karel Vinck ;
- 2005-2013 : Marc Descheemaecker ;
- 2013-2017 : Jo Cornu ;
- 2017- : Sophie Dutordoir[36].

## Patrimoine foncier et développement immobilier
La SNCB est l'un des plus grands propriétaires fonciers de Belgique et le plus grand propriétaire de réserves foncières en zones urbaines. Les effets de la dette historique qu'elle a contractée auprès de l'État belge, cumulés aux critères de convergence européens, amenèrent la SNCB à se lancer dès la fin des années 1980 dans une politique de valorisation de son patrimoine foncier et de développement immobilier. Une politique jugée parfois agressive et mettant en péril d'autres politiques urbaines menées par des pouvoirs publics régionaux ou communaux, comme dans le cas du quartier de la gare de Bruxelles-Midi, de la gare de Liège-Guillemins, ou encore du sort des grandes réserves foncières bruxelloises comme les sites de Tour & Taxis, Schaerbeek-formation ou la gare de l'Ouest. La SNCB créa ainsi de nouvelles filiales de développement et de promotion immobiliers, telles EuroStation et Euro Immo Star dont le leitmotiv est : Les quartiers de gare sont le moteur d'un nouvel aménagement urbain.

## Musée
La SNCB a conservé au fil du temps un important fonds documentaire et une collection de matériel roulant, d'équipements de voie et d'outillages variés.
Jusqu'à la Seconde Guerre mondiale, cette collection fut fort peu valorisée, si ce n'est lors des expositions universelles ou autres événements ponctuels, plus orientés sur le progrès technique que sur la mémoire.
Lors de la création de la jonction Nord-Midi, le nouveau bâtiment de la gare du Nord prévoit un espace pour y aménager un musée. Entretemps, une partie de la collection est exposée dans des salles inutilisés de l'ancienne gare du nord, place Rogier. Après destruction de cette gare en impasse, les collections sont entassées en attente de l'aménagement des nouveaux locaux qui sont inaugurés en 1958. Un seul véhicule ferroviaire peut y trouver place : la locomotive Pays de Waes qui fut acquise par une compagnie privée au début de l'aventure ferroviaire. La didactique se fera donc sur de nombreux modèles réduits qui illustrent également l'évolution du matériel. Une salle de projection diffuse des vidéogrammes alors que des posters détaillent divers aspects du monde du train (architecture, génie civil, communications, sécurité, métiers et organisation sociale).
Début 2007, le musée de la gare du Nord est fermé. La remise-musée de Louvain est promise à la destruction et des discussions ont lieu entre mandataires politiques et associations ferroviphiles sur l'avenir du patrimoine de la SNCB, dans la perspective du 175e anniversaire du rail en Belgique (on se souviendra que pour le 150e anniversaire, un nombre important de véhicules historiques avaient été remis en état de marche).
La discussion aboutit à un projet de musée nommé Train World à proximité de la gare de Schaerbeek, avec deux antennes : une à Ostende (projet qui a été abandonné depuis) et Treignes (musée du CFV3V qui est en cours d'extension). L'architecte et dessinateur de bandes dessinées François Schuiten est chargé du projet scénographique mais il apparait que le musée ne sera pas prêt pour la célébration des 175 ans des chemins de fer en Belgique. Le contrat de gestion 2008-2012 de la SNCB prévoit qu'à tout le moins, la première pierre soit posée dans le cadre de ces festivités. L'ouverture a eu lieu le 25 septembre 2015.
Le musée est plus didactique qu'exhaustif, aussi, une partie non négligeable de la collection n'est pas exposée au public (et est en attente d'une restauration complète ou cosmétiquement). D'ici 2023, la locomotive à vapeur 29.013 (seule et dernière locomotive à vapeur en état de marche appartenant à la SNCB) sera de-nouveaux opérationnelle afin d'effectuer des parcours touristiques sur le réseau d'Infrabel au départ du musée national (à Schaerbeek).
Une charte est signée entre la SNCB et les associations privées de préservation afin de leur confier la gestion et la restauration de certains véhicules. Ce qui est en trop mauvais état et n'intéresse aucune association sera envoyé à la casse.

## Galerie

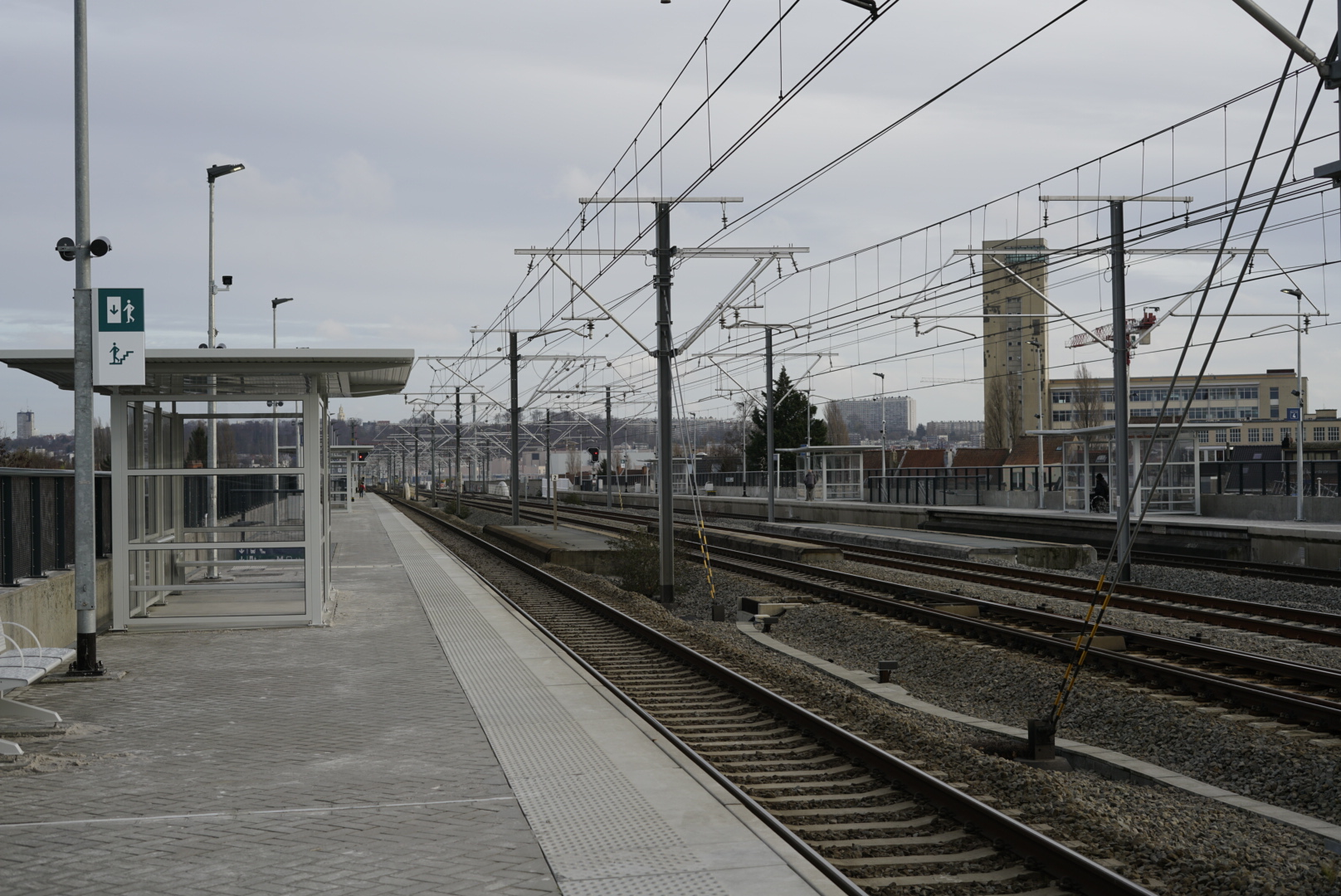
Gare d'Anderlecht en 2020
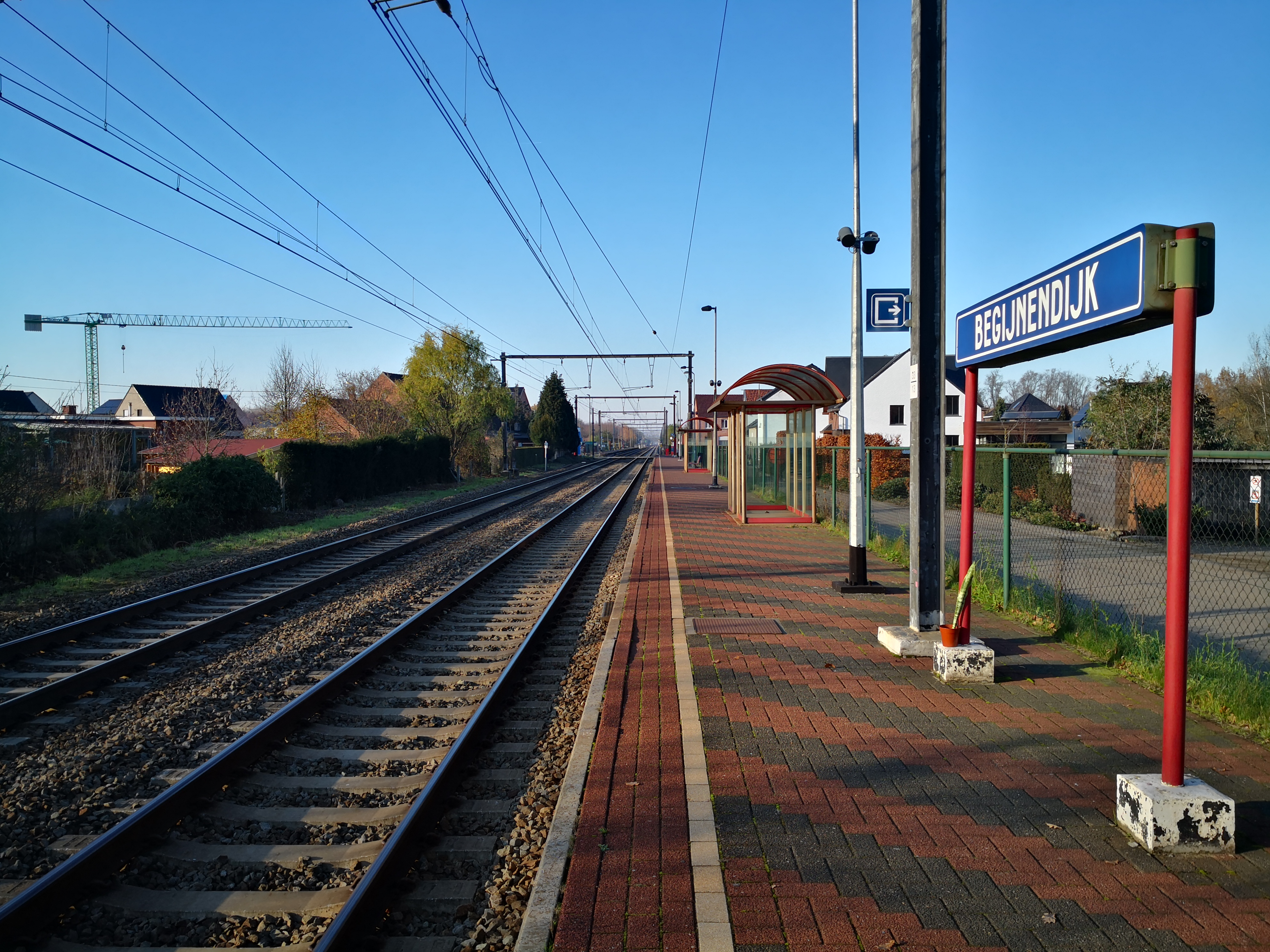
Gare de Begijnendijk en 2020
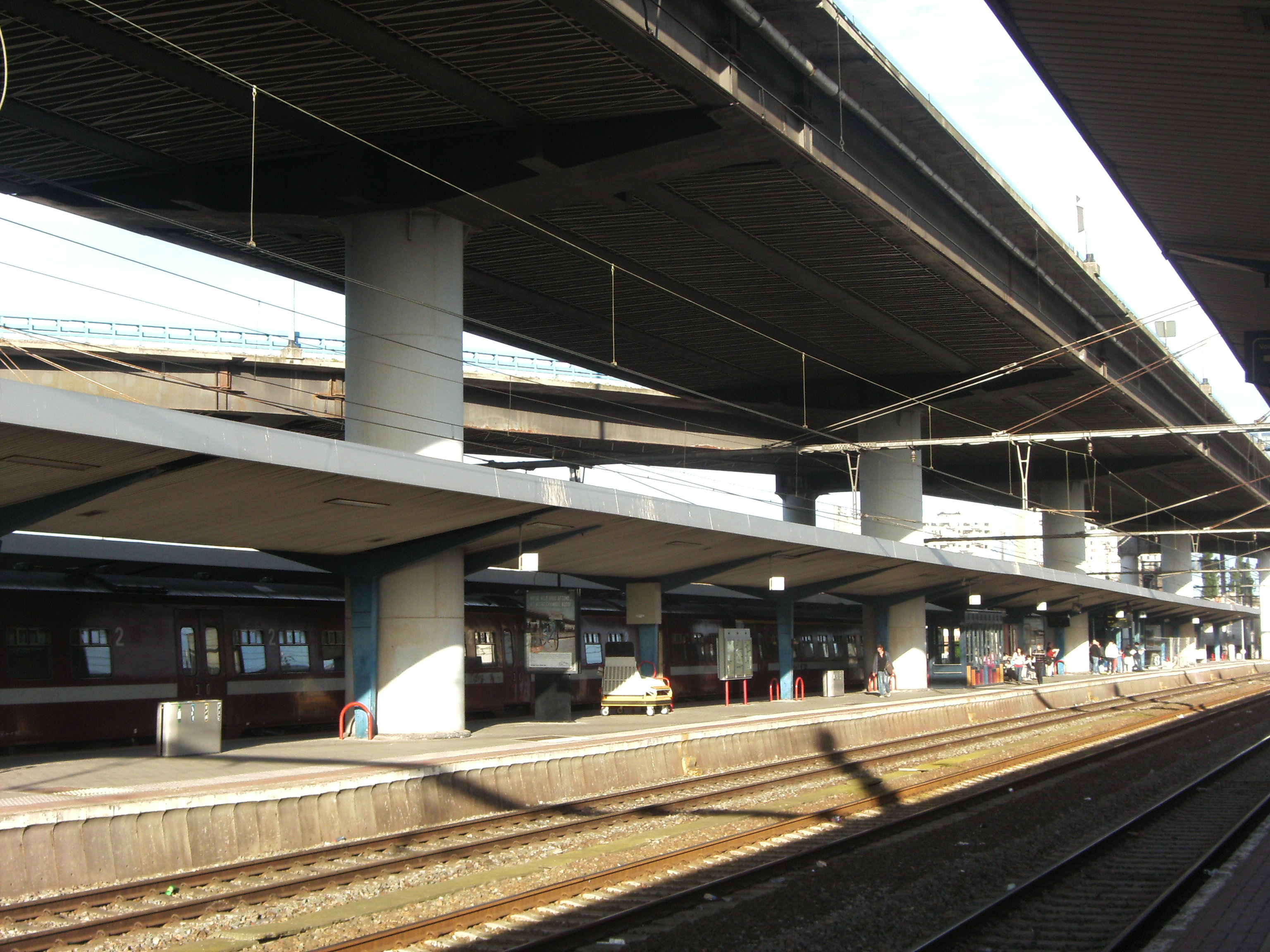
Gare de Charleroi-Central sous le ring R9 en 2012
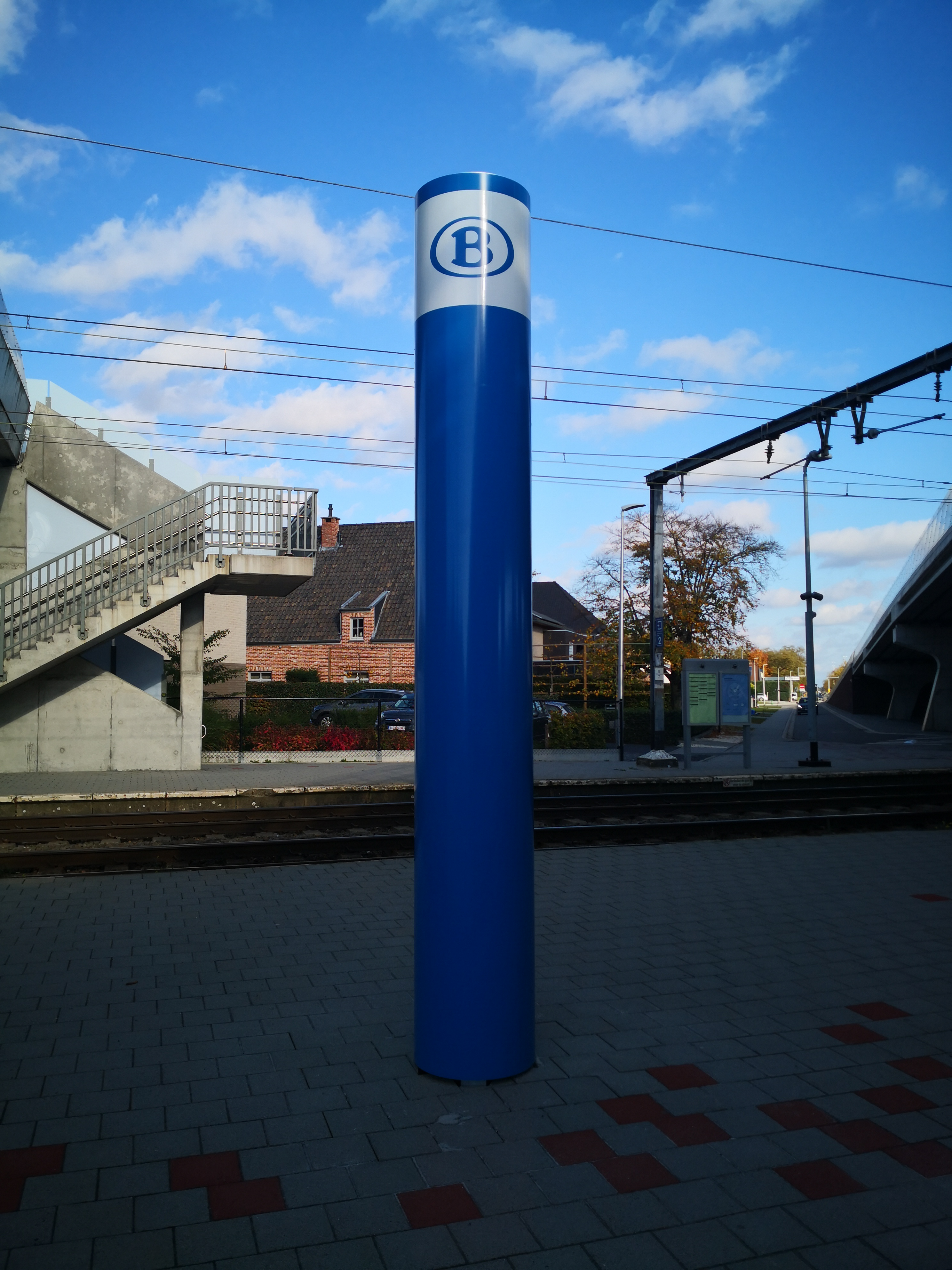
Gare de Kiewit avec totem SNCB en 2020
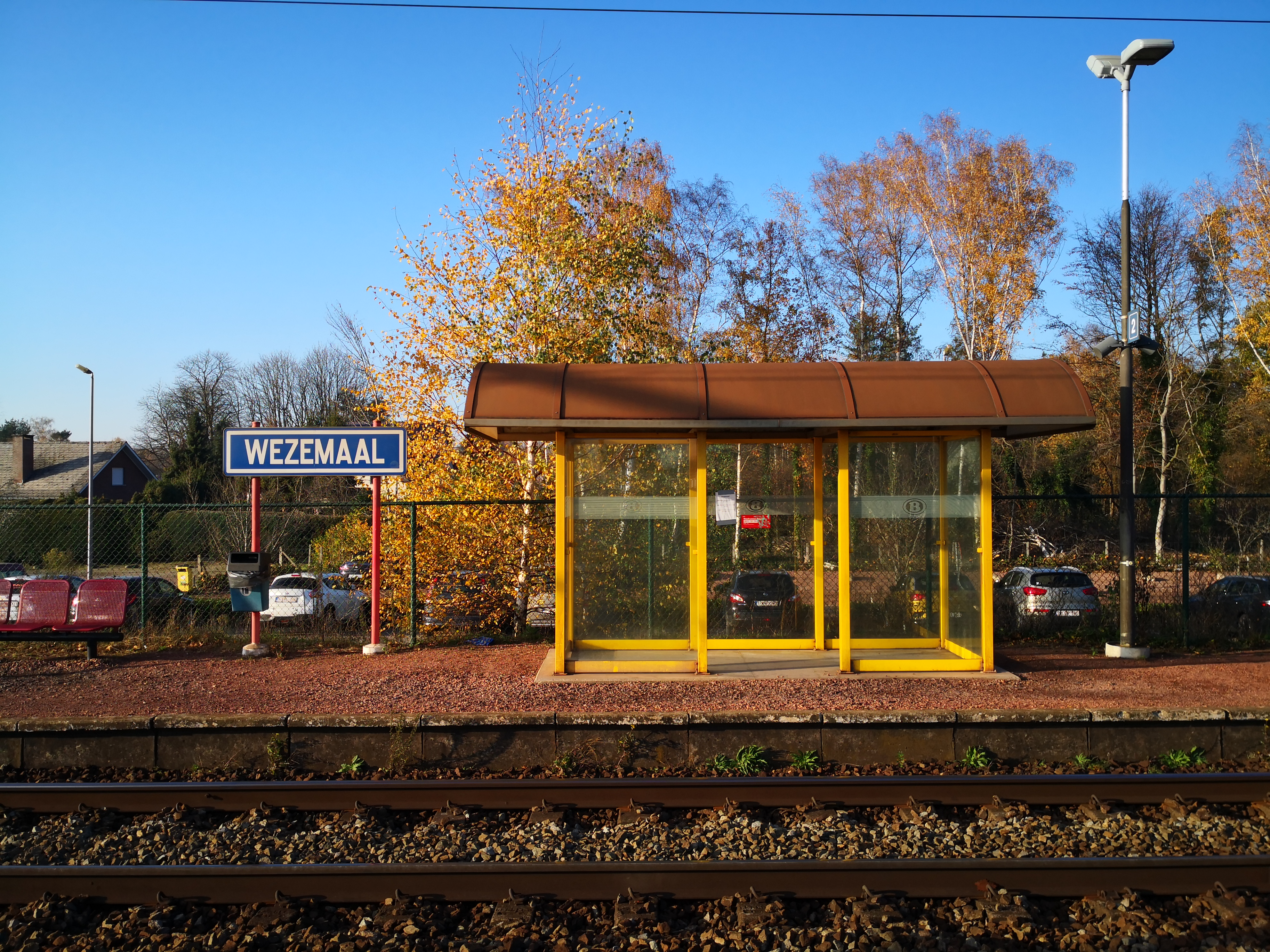
Gare de Wezemaal en 2020